# Pachycephala albiventris
A Pachycephala albiventris a madarak osztályának verébalakúak (Passeriformes) rendjébe és a légyvadászfélék (Pachycephalidae) családjába tartozó faj.

## Rendszerezése
A fajt William Robert Ogilvie-Grant skót ornitológus írta le 1894-ben, a Hyloterpe nembe Hyloterpe albiventris néven.

## Alfajai
- Pachycephala albiventris albiventris (Ogilvie-Grant, 1894) - Luzon északi része
- Pachycephala albiventris crissalis (Zimmer, 1918) - Luzon középső és déli része, eredetileg különálló fajként írták le.
- Pachycephala albiventris mindorensis (Bourns & Worcester, 1894) - Mindoro, eredetileg különálló fajként írták le. [2]

## Előfordulása
Délkelet-Ázsiában, a Fülöp-szigetek területén honos. Természetes élőhelyei a szubtrópusi és trópusi síkvidéki és hegyi esőerdők. Állandó, nem vonuló faj.

## Megjelenése
Testhossza 16 centiméter, testtömege 18–25 gramm.

## Életmódja
Rovarokkal táplálkozik.

## Természetvédelmi helyzete
Az elterjedési területe nem nagy, egyedszáma viszont csökken, de még nem éri el a kritikus szintet. A Természetvédelmi Világszövetség Vörös listáján nem fenyegetett fajként szerepel.